# Амстор
«Амстор Рітейл Груп» — компанія з управління комерційною нерухомістю в Україні, яка виступає оператором 13 торгових центрів (ТЦ), що функціонують у 7 великих містах центральної та східної України. Мережа на 70 % належить компанії проросійського політика та бізнесмена Вадими Новинського — «Смарт-Холдинг».
Нещодавно, після тривалого корпоративного конфлікту з міноритарним акціонером, компанія «Амстор» переорієнтувала свій бізнес з рітейлу на управління комерційною нерухомістю. Загальна площа ТЦ — понад 180 тис. кв. м. Компанія планує повернути контроль над 11 торговими центрами в Донецькій області після закінчення російсько-української війни на сході України.

## Досягнення та нагороди
- 2006 року мережу визнано найкращим роботодавцем року.
- 2011 року «Амстор» визнано найкращою торговою мережею Донецької області за результатами премії RetailAwards 2011.
- Бренд «Амстор» входить до трійки найдорожчих брендів України за версією журналу «Гвардія» у 2011 році (у категорії «супермаркети», вартість 988,75 млн грн).
- За результатами дослідження консалтингової компанії GT PartnersUkraine 2012 року, компанія «Амстор» увійшла до ТОП-10 продовольчих операторів України: мережа «Амстор» посідала восьме місце за товарообігом і дев'яте — за сумарною торговою площею. «Амстор» став лідером в Україні за кількістю магазинів формату гіпермаркет.[3]
- 28 серпня 2013 року мережу супермаркетів «Амстор» удостоєно нагороди «Зірка якості 2012» за смачне власне виробництво, свіжу продукцію, якісний сервіс.[4]
- Згідно з рейтингом журналу Forbes (жовтень 2013 року) компанія ТОВ «Торговий дім» Амстор "увійшла до ТОП-100 найбільших компаній України (62 позиція). Водночас «Амстор» посідає п'яте місце серед продуктових ритейлерів.

## Історія
Свою історію мережа «Амстор» веде від заснування 28 серпня 2003 року першого супермаркету в Донецьку. У 2014 році торговельна мережа «Амстор» вже налічувала 38 супермаркетів і гіпермаркетів у 7 регіонах, переважно на сході України. Найбільшого розквіту «Амстор» досягає у 2009—2014 рр., коли в бізнес у ролі мажоритарного партнера входить компанія Смарт-Холдинг.
2014 року сумарна торгова площа мережі становила 103 тис. м2, а загальна площа всіх торгових центрів — понад 300 тис. м2.
Засновником мережі «Амстор» був український бізнесмен Володимир Вагоровський, який до цього створив низку компаній, що постачали ліцензійні алкогольні та тютюнові вироби до торговельних закладів Донецька. Надалі з метою отримання додаткового фінансового ресурсу на розвиток мережі Вагоровський залучає як партнера в бізнес тодішнього співвласника «Запоріжсталі» бізнесмена Едуарда Шифріна. Шифрін отримує 60 % у бізнесі, Вагоровський залишає за собою 40 %. З цього моменту мережа починає розвиватися прискореними темпами. «Амстор» виходить на ринок Запорізької та Луганської областей.
Пік зростання мережі припадав на 2006—2008 роки, коли мережа зросла з 5 до 23 магазинів. Будівництво торгових центрів, купівля обладнання магазинів і оренда торгових площ відбувалися переважно за рахунок залучення банківських кредитів. До 2009 року їх сума в іноземній валюті досягала 257 млн дол. США. Співвідношення борг/EBITDA у 2009 році становило 8,3. Крім того, інвестиції в розвиток компанії з боку тодішнього мажоритарного партнера Шифріна оцінювалися у 77 млн дол. США. Водночас управління компанією в цей період здійснювалося фактично одноосібно Володимиром Вагоровським.

## Прихід у бізнес компанії «Смарт-Холдинг»
Економічна криза 2008 року, що супроводжувалася різким знеціненням національної валюти та падінням купівельної спроможності споживачів у базовому для мережі регіоні, фактично поставила «Амстор» на грань банкрутства. Для порятунку бізнесу партнери (Вагоровський та Шифрін) вирішують звернутися до бізнесмена Вадима Новинського. Вони пропонують Новинському 70 % частку участі в «Амсторі» в обмін на вливання обігових коштів та допомогу в реструктуризації непомірного кредитного портфеля компанії.
Початком співпраці став стабілізаційний кредит у 3 млн дол. США, який надала компанія Новинського Смарт-Холдинг, а Шифрін і Вагоровський в результаті угоди про співпрацю зберігають за собою по 15 % частки компанії.
Впродовж 2009—2011 рр. Новинський влив у мережу живими грошима приблизно 30,5 млн дол. США. Ще на 50 млн дол. США Смарт-Холдинг уклав угод поруки за кредитами компанії перед банками.
Ці гроші надавалися «Амстору» як на безповоротній, так і поворотній основі й розцінювалися мажоритарієм як необхідна акціонерна позика для розвитку групи компаній. Водночас нерозподілений прибуток, левова частка якого належала Смарт-Холдингу, реінвестували в розвиток мережі. Смарт-Холдинг жодного разу не отримав дивідендів від бізнесу «Амстора».

## Новий поштовх розвитку мережі
Завдяки підтримці «Смарт-Холдингу» до 2011 року фінансовий стан мережі «Амстор» став стійким, основний портфель кредитів було реструктуризовано, а розмір боргових зобов'язань, номінованих переважно в доларі, за період 2010—2013 рр. скоротився на 55 млн дол. США. З 2010 року мережа, до цього будучи суто регіональним оператором, базуючись переважно в Донецькій і Запорізькій областях, починає експансію на інші регіони України.
2012 року відкривається перший магазин мережі в Києві. Згодом тут буде відкрито ще два «Амстори». Ритейлер набуває статусу національного оператора.
У період із 2009 до 2013 року кількість магазинів під брендом «Амстор» зросла з 23 до 38. Надалі планувався вихід на ринок Західної України. Вартість сукупних активів компанії на початок 2014 року оцінювалася в суму приблизно 200 млн дол. США (за курсом 8 грн/долар США). «Амстор» закріплюється в топ-10 провідних ритейлерів України.
Володимир Вагоровський за згоди мажоритарного акціонера залишався фактичним операційним керівником групи компаній. Молодшого брата Олександра було призначено в. о. генерального директора мережі. Смарт-Холдинг брав участь у розвитку компанії як ключовий інвестор, котрий приймав стратегічні рішення щодо розвитку мережі й керував компанією «Амстор» через своїх представників у Наглядовій раді. Але разом із тим, упродовж усього періоду партнерства зі Смарт-Холдингом Вагоровський продовжував одноосібно керувати мережею, що в подальшому призвело до конфлікту власників торгової мережі «Амстор».

## Передумови й розвиток корпоративного конфлікту між «Смарт-Холдингом» та братами Вагоровськими
Конфлікт між основним акціонером «Амстора» компанією Смарт-Холдинг (70 %) і міноритарним акціонером, екс-керівником торговельної мережі Володимиром Вагоровським (15 %) зумовлений бажанням останнього відсторонити мажоритарного акціонера від участі у бізнесі «Амстору».
Схема відсторонення Смарт-Холдингу від участі у бізнесі виглядає наступним чином: У березні 2014 року Володимир Вагоровський без відома старшого партнера створює компанію ТОВ «Амстор Трейд», яка за його схемою мала стати новою головною компанією мережі, на яку поступово буде переміщено не тільки бізнес ритейлу, але й усю нерухомість і транспорт, що були у власності «Амстору». Назва нової компанії була майже ідентичною тій, яку було створено й погоджено з мажоритарієм за півроку до цього — у назві бракувало лише дефіса. Погоджена зі Смарт-Холдингом юрособа називалася ТОВ «Амстор-Трейд». Фіктивна юрособа мала назву «Амстор Трейд». Це притуплювало пильність мажоритарія й суттєво спрощувало Вагоровському погодження своїх подальших дій.
Увесь 2014 рік, користуючись можливістю фактично одноосібно приймати рішення, Володимир Вагоровський здійснює низку операцій у межах реалізації плану привласнення бізнесу. Для поповнення капіталу ТОВ «Амстор Трейд» В.Вагоровський проводить низку сумнівних з погляду закону грошових операцій. Однією з таких, наприклад, була купівля торговим домом «Амстор» за вказівкою Вагоровського «сміттєвих» цінних паперів у компанії ТОВ «Ланцелот» за 15 млн грн. Зазначені кошти після низки оборудок, проведених за один день, у кінцевому підсумку потрапили як позика на рахунки новоствореного «Амстор Трейду».
У цей самий період Вагоровські створюють штучну заборгованість ТОВ «Амстор» перед тим самим «Амстор Трейдом». ТОВ «Амстор» володіла всією нерухомістю, що належала групі компаній, зокрема, основними активами — торговими центрами. У майбутньому, у разі банкрутства ТОВ «Амстор», нова структура могла б претендувати на всі ТЦ.
На «Амстор Трейд» поступово переводиться увесь грошовий потік групи. Постачальників змушують працювати з новою компанією.
Пізніше, незадовго до відкритої стадії корпоративного конфлікту, Вагоровські проводять операції з «продажу» торговельних марок, що належали групі, новоствореним підконтрольним компаніям. У цей самий період відбувається «продаж» і «переоформлення» на ці компанії товарно-матеріальних цінностей і обладнання магазинів «Амстор». Аналогічні схеми використовувалися під час виведення автотранспорту й дорогої спецтехніки, що належали компаніям групи.
До певного моменту всі ці дії вдавалося пояснити мажоритарію тим, що начебто виконуються погоджені операції із консолідації й підвищення прозорості бізнесу. Водночас фінансових контролерів Смарт-Холдингу не допускали до фінансової звітності компанії «Амстор», а згодом мажоритарія взагалі від'єднали від системи 1С.

## Відкрита стадія корпоративного конфлікту

Чек з Амстору, на якому відсутній ПДВ

У листопаді 2014 року Смарт-Холдинг звернув увагу на фото чеків із магазинів «Амстор», розташованих на непідконтрольній Україні території (ОРДЛО), на яких зникла назва ТД «Амстор» і розмір ПДВ дорівнював 0 %. Проте головний акціонер — компанія Смарт-Холдинг — не давав дозволу на жодні зміни. Було проведено аудит роботи торговельної мережі, зокрема, фінансовий і аудит господарської діяльності Володимира Вагоровського, під час якого було виявлено, що з рахунків підприємств «Амстора» гроші переказували на підставні компанії.
Частину грошей, наприклад, В. Вагоровський використав для придбання квартири на вулиці Грушевського в Києві, дорогої машини тощо. Але суттю його задуму було не тільки особисте збагачення, а і привласнення всього бізнесу всупереч інтересам інших акціонерів, які сконцентрували 85 % торговельної мережі.
Однією із ланок схеми була компанія «Преміумторг», яка була зареєстрована в Донецьку в жовтні 2014 року і діяла за так званими законами ДНР. Про це свідчили як чеки, які викладали в соцмережі у грудні 2014 року пересічні покупці, так і документи, що були виявлені згодом міліцією під час обшуків у екс-менеджерів «Амстора». Виторг за цими 18 магазинами не оприбутковувався і фактично привласнювався екс-менеджментом.
Коли всі ці факти стали відомі мажоритарію, Смарт-Холдинг усунув Вагоровських від управління і призначив нових директорів на всі підприємства групи компаній «Амстор». Наприкінці 2014 року представники Смарт-Холдингу намагалися зайти в магазини мережі й оголосити про зміни, продовжити фінансовий аудит (роботу з первинними документами) і товарний аудит. Але доступ до магазинів було заблоковано озброєними людьми, котрі діяли за вказівкою Вагоровських, у такий спосіб зупинивши роботу торговельних центрів і не пускаючи не тільки представників Смарт-Холдингу, але і співробітників на робочі місця.
Доступ усередину «Амсторів» представникам Смарт-Холдингу вдалося отримати тільки 9 січня 2015 року. Десяти днів Вагоровським вистачило, щоб встигнути «замести сліди» розкрадань і не допустити аудиторів до первинних документів: було зруйновано IT-інфраструктуру «Амсторів», вивезено в невідомому напрямку сервери, трудові книжки співробітників, знищено контакти постачальників продукції, бухгалтерські документи тощо.
Згодом проти Смарт-Холдингу було відкрито кримінальне впровадження щодо рейдерського захоплення магазинів мережі.

## Сьогоднішній стан мережі, співпраця з Fozzy Group
Упродовж 2015 року Смарт-Холдингу стабілізує роботу 20 магазинів на контрольованій Україною території. Було відновлено IT-інфраструктуру, погашено заборгованість перед співробітниками компанії, врегульовано питання заборгованості перед постачальниками.
У липні 2015 року Смарт-Холдинг і Fozzy Group досягли угоди про реалізацію спільного проекту з відновлення роботи торгової мережі «Амстор». Йдеться про магазини, які розташовані поза зоною АТО. Магазини продовжили роботу під брендом «Сільпо», водночас, торговельні центри «Амстор» зберегли свою назву. Окрім основного, «якірного» орендаря Сільпо, торгові центри «Амстор Рітейл Груп» надали площі для оренди іншим представникам бізнесу.
За даними «Смарт-Холдингу» на початок 2016 року на місці торгової мережі «Амстор» працювали наступні магазини: із 20 магазинів на підконтрольній Україні території на початку корпоративного конфлікту 14 розміщувалися в торгових центрах, що були власністю групи компаній «Амстор», а 6 — на орендованих площах. Після закінчення корпоративного конфлікту й повернення контролю мажоритарним акціонером «Смарт-Холдингом» над підприємствами групи, а також у результаті підписання договору з Fozzy Group про спільний розвиток мережі картина виглядав так:
Щодо раніше орендованих майданчиків:
- Київ, 3 супермаркети — у двох відкрилося «Сільпо» (вул. Скляренка, 17 і ТЦ «Полярний») в одному — «АТБ-маркет» (вул. Григоренка)
- Запоріжжя, один супермаркет — відкрився Varus (ТЦ «Аврора»)
- Дніпро, один супермаркет — працює «Сільпо»
- Святогірськ, один супермаркет — закрито.

Щодо торгових центрів, оператором яких зараз виступає «Амстор Ритейл Груп»:
У 11 ТЦ відкрито супермаркети «Сільпо», а саме: у 5 ТЦ у Запоріжжі, 3 — у Маріуполі, по одному в Мелітополі, Краматорську, Кременчуку. Ще один ТЦ у Миколаєві планувалось відкрити. Там також мав працювати «Сільпо». Супермакети в Сєвєродонецьку й Бердянську було закрито, до розв'язання питань заборгованості з банком ВТБ, у заставі якого вони перебувають.
У зоні АТО залишаються ще 18 магазинів, контроль над якими компанія планує повернути після завершення російсько-української війни (11 із 18 магазинів розташовані у приміщеннях, які є власністю ГК «Амстор»).

## Російське вторгнення в Україну
27 червня 2022 року ТЦ у Кременчуці Полтавської області було зруйновано російським ракетним обстрілом, загинуло щонайменше 20 людей.

## Торгові центри
На червень 2022 року «Амстор Рітейл Груп» володіє наступними торговими центрами:
Запоріжжя
- Амстор-4 — вул. Перемоги, 64
- Амстор-8 — пр. Радянський 13
- Амстор-11 — вул. Новокузнецька, 41
- Амстор-20 — вул. Чарівна, 74
- Амстор-21 — вул. Бородинська, 20-б

Маріуполь
- Амстор-6 — пр. Леніна, 149
- Амстор-7 — пр. Перемоги, 21
- Амстор-15 — пр. Металургів, 112

Мелітополь
- Амстор-14 — вул. Інтеркультурна, 79

Кременчук
- Амстор-18 — вул. Халаменюка, 7 (не існує з 27 червня 2022 року)

Краматорськ
- Амстор-23 — вул. Маяковського, 1м

Миколаїв
- Амстор-25 — пр. Героїв Сталінграду, 9-р

Бердянськ
- Амстор-19 — вул. Консульська, 75-з

Компанія також планує повернути контроль над 11 торговими центрами в Донецькій області після закінчення російсько-української війни.